# Gladiolus
Gladiolus is een geslacht van vaste planten uit de lissenfamilie (Iridaceae). De planten worden ook wel zwaardlelie genoemd. De botanische naam is afgeleid van het Latijn en is een verkleinwoord van gladius, dat zwaard betekent. Het geslacht komt van nature voor in Zuid-Europa, Azië, West-Afrika en Zuid-Afrika. Het centrum van de diversiteit bevindt zich in de Kaapflora in zuidelijk Afrika.
Het geslacht bevat ongeveer 260 soorten, waarvan 250 voorkomen in Sub-Saharisch Afrika, met name in Zuid-Afrika. Ongeveer tien soorten komen voor in Eurazië. Zo'n 160 soorten zijn endemisch in het zuiden van Afrika en 76 soorten komen voor in tropisch Afrika. De bloemen van wilde soorten variëren in grootte van zeer klein tot 40 mm in diameter. De bloeiwijzen bestaan uit een of meerdere bloemen.
De stengels zijn over het algemeen niet vertakt. Ze bevatten één tot negen zwaardvormige, gegroefde bladeren, die worden omgeven door een omhulsel. De bladeren zijn in doorsnede kruisvormig of vlak.
De soorten zijn veel gekruist en hebben een breed scala aan kleurrijke bloemen opgeleverd. De belangrijkste hybridegroepen zijn verkregen door het kruisen van vier of vijf soorten; grandiflorus, primulines en nanus. Ze worden veel toegepast als snijbloem.
Het merendeel van de soorten zijn diploïd met dertig chromosomen, maar de Grandiflora-hybriden zijn tetraploïd en bezitten zestig chromosomen. Dit komt doordat de stamvader van deze hybriden de tetraploïde Gladiolus dalenii is.

## Soorten
Gladiolus is opgedeeld in secties. Waar mogelijk zijn deze secties (sect.) aangegeven.
- Gladiolus abbreviatus Andrews
- Gladiolus acuminatus F.Bol.
- Gladiolus aequinoctialis Herb.
- Gladiolus alatus L. (sect. Hebea)
- Gladiolus aleppicus Boiss. var. aleppicus
- Gladiolus anatolicus
- Gladiolus andringitrae Goldblatt
- Gladiolus angustus L. (sect. Blandus)
- Gladiolus antandroyi Goldblatt
- Gladiolus antholyzoides Baker
- Gladiolus appendiculatus G.Lewis
- Gladiolus aquamontanus Goldblatt & Vlok
- Gladiolus arcuatus Klatt
- Gladiolus atropurpureus Baker
- Gladiolus atroviolaceus Boiss. (sect. Gladiolus)
- Gladiolus aurantiacus Klatt
- Gladiolus aureus Baker : Golden Gladiolus
- Gladiolus bellus C. H. Wright
- Gladiolus benguellensis Baker (sect. Ophiolyza)
- Gladiolus bilineatus G. J. Lewis
- Gladiolus boehmii Vaupel (1882)
- Gladiolus bojeri (Baker) Goldblatt
- Gladiolus brachylimbus Baker (1893)
- Gladiolus brachyphyllus F. Bolus of Bolus f.
- Gladiolus brevifolius Jacq. (sect. Linearifolius)
- Gladiolus brevitubus G. Lewis
- Gladiolus buckerveldii (L. Bolus) Goldblatt
- Gladiolus bullatus Thunb. ex G. Lewis : Caledon Bluebell
- Gladiolus caeruleus Goldblatt & J.C. Manning
- Gladiolus calcaratus G. Lewis
- Gladiolus calcicola Goldblatt
- Gladiolus callianthus Mosais : Abyssinian Gladiolus
- Gladiolus canaliculatus Goldblatt
- Gladiolus candidus (Rendle) Goldblatt
- Gladiolus cardinalis Curtis (sect. Blandus)
- Gladiolus carinatus Aiton
- Gladiolus carmineus C. H. Wright (sect. Blandus)
- Gladiolus carneus (sect. Blandus)
- Gladiolus caryophyllaceus (Burm. f.) Poiret
- Gladiolus cataractarum Oberm.
- Gladiolus caucasicus Herb. (sect. Gladiolus)
- Gladiolus ceresianus L. Bolus
- Gladiolus citrinus Klatt
- Gladiolus  ×colvillei
- Gladiolus communis L. (sect. Gladiolus)
  - Gladiolus communis subsp. byzantinus (sect. Gladiolus)
  - Gladiolus communis subsp. communis (sect. Gladiolus)
- Gladiolus conrathii Baker (1898)
- Gladiolus crassifolius Baker
- Gladiolus crispulatus L. Bolus
- Gladiolus cruentus T. Moore (sect. Ophiolyza)
- Gladiolus curtifolius Marais
- Gladiolus cuspidatus
- Gladiolus cylindraceus G. Lewis
- Gladiolus cymbarius Baker
- Gladiolus dalenii Van Geel (sect. Ophiolyza)
- Gladiolus debilis Ker Gawler (sect. Homoglossum)
- Gladiolus decaryi Goldblatt
- Gladiolus decipiens Vaupel
- Gladiolus decoratus Baker
- Gladiolus densiflorus Baker
- Gladiolus deserticolus Goldblatt
- Gladiolus dolomiticus Oberm.
- Gladiolus dracocephalus Hook.f.
- Gladiolus dregei Klatt
- Gladiolus ×dubius Guss.
- Gladiolus dzavakheticus  Eristavi (sect. Gladiolus)
- Gladiolus ecklonii Lehm.
- Gladiolus edulis Burchell ex Ker Gawler
- Gladiolus elliotii Baker (sect. Ophiolyza)
- Gladiolus emiliae L. Bolus
- Gladiolus engysiphon G. Lewis
- Gladiolus equitans Thunb. (sect. Hebea)
- Gladiolus erectiflorus Baker
- Gladiolus exiguus G. Lewis
- Gladiolus flanaganii Baker
- Gladiolus floribundus Jacq.
- Gladiolus fourcadei (L. Bolus) Goldblatt & De Vos
- Gladiolus ×gandavensis (sect. Ophiolyza)
- Gladiolus garnierii Klatt
- Gladiolus geardii L. Bolus
- Gladiolus goetzii Harms
- Gladiolus gracilis Jacq. (sect. Homoglossum)
- Gladiolus gracillimus Baker
- Gladiolus grandiflorus (sect. Blandus)
- Gladiolus gregarius Welw. ex Baker (sect. Densiflorus)
- Gladiolus griseus Goldblatt & J.C. Manning
- Gladiolus gueinzii Kunze
- Gladiolus guthriei F. Bol. (sect. Linearifolius)
- Gladiolus halophilus Boiss. & Heldr. (sect. Gladiolus)
- Gladiolus harmsianus Vaupel
- Gladiolus heterolobus Vaupel
- Gladiolus hirsutus Jacq. (sect. Linearifolius)
- Gladiolus hollandii L. Bolus
- Gladiolus horombensis Goldblatt
- Gladiolus huillensis (Welw. ex Baker) Goldblatt
- Gladiolus hyalinus Jacq.
- Gladiolus illyricus W.D.J. Koch (sect. Gladiolus) - Wilde Gladiool
- Gladiolus imbricatus L. (sect. Gladiolus)
- Gladiolus inandensis Baker
- Gladiolus incospicuus Baker
- Gladiolus inflatus Thunb.
- Gladiolus inflexus Goldblatt & J.C. Manning
- Gladiolus insolens Goldblatt & J.C. Manning
- Gladiolus intonsus Goldblatt
- Gladiolus invenustus G. J. Lewis
- Gladiolus involutus (sect. Hebea)
- Gladiolus iroensis (A. Chev.) Marais
- Gladiolus italicus P. Mill. (sect. Gladiolus) - Italiaanse Gladiool
- Gladiolus johnstoni Baker (s. d.)
- Gladiolus jonquilliodorus Ecklon ex G. Lewis
- Gladiolus junodi Baker
- Gladiolus kamiesbergensis G. Lewis
- Gladiolus karendensis Baker
- Gladiolus katubensis De Wild.
- Gladiolus klattianus Hutch.
- Gladiolus kotschyanus Boiss. (sect. Gladiolus)
- Gladiolus kubangensis Harms
- Gladiolus lapeirousioides Goldblatt
- Gladiolus laxiflorus Baker
- Gladiolus lemoinei
- Gladiolus leptosiphon Bolus f.
- Gladiolus liliaceus Houtt. (sect. Homoglossum)
- Gladiolus linearifolius Vaupel
- Gladiolus linearis N.E.Br.
- Gladiolus longanus Harms
- Gladiolus longicollis Baker (sect. Homoglossum)
  - Gladiolus longicollis subsp. longicollis (sect. Homoglossum)
  - Gladiolus longicollis subsp. platypetalus (sect. Homoglossum)
- Gladiolus loteniensis Hilliard & Burtt
- Gladiolus louiseae L. Bolus
- Gladiolus lundaensis Goldblatt
- Gladiolus luteus Lam.
- Gladiolus lyalinus
- Gladiolus macneilii Oberm.
- Gladiolus macowani Baker
- Gladiolus macowanii Baker
- Gladiolus macrospathus Goldblatt
- Gladiolus maculatus Sweet
- Gladiolus magnificus (Harms) Goldblatt
- Gladiolus malangensis Baker (1879)
- Gladiolus malvinus Goldblatt & J.C. Manning
- Gladiolus marlothii G. Lewis
- Gladiolus martleyi L. Bolus (sect. Homoglossum)
- Gladiolus meliusculus (G. Lewis) Goldblatt & J.C. Manning
- Gladiolus melleri Baker (sect. Ophiolyza)
- Gladiolus micranthus Baker (1901)
- Gladiolus microcarpus G. Lewis
- Gladiolus microsiphon Baker
- Gladiolus milleri Ker Gawler
- Gladiolus mirus Vaupel
- Gladiolus monticola G. Lewis ex Goldblatt & J.C. Manning
- Gladiolus mortonius (sect. Densiflorus)
- Gladiolus mostertiae L. Bolus
- Gladiolus muenzneri F. Vaup
- Gladiolus murielae (sect. Acidanthera)
- Gladiolus natalensis (Eckl.) Hook.
- Gladiolus nerineoides G. Lewis
- Gladiolus newii Baker
- Gladiolus nigromontanus Goldblatt
- Gladiolus niveus Goldblatt & J.C. Manning
- Gladiolus nyasicus Goldblatt
- Gladiolus oatesii Rolfe
- Gladiolus ochroleucus Baker (sect. Densiflorus)
- Gladiolus odoratus L. Bolus
- Gladiolus oliganthus Baker
- Gladiolus oppositiflorus Herbert (sect. Ophiolyza)
- Gladiolus orchidiflorus Andrews (sect. Hebea)
- Gladiolus oreocharis Schltr.
- Gladiolus pallidus Baker
- Gladiolus paludosus Baker
- Gladiolus palustris Gaudin (sect. Gladiolus)
- Gladiolus papilio Hook. f. (sect. Densiflorus)
- Gladiolus pappei Baker (sect. Blandus)
- Gladiolus pardalinus Goldblatt & J.C. Manning
- Gladiolus parvulus Schltr.
- Gladiolus patersoniae F. Bolus or Bolus f.
- Gladiolus pavonia Goldblatt & J.C. Manning
- Gladiolus permeabilis Delaroche (sect. Hebea)
- Gladiolus perrieri Goldblatt
- Gladiolus persicus Boiss. (sect. Gladiolus)
- Gladiolus pillansii G. Lewis
- Gladiolus pole-evansii Verd.
- Gladiolus praecostatus
- Gladiolus praelongitubus G. J. Lewis
- Gladiolus pretoriensis Kuntze
- Gladiolus priorii (N. E. Br.) Goldblatt & De Vos
- Gladiolus prismatosiphon Schltr.
- Gladiolus pritzelii Diels
- Gladiolus psittacinus Hook.
- Gladiolus puberulus Vaupel
- Gladiolus pubigerus G. Lewis
- Gladiolus pulchellus Klatt
- Gladiolus pulcherrimus (G. Lewis) Goldblatt & J.C. Manning
- Gladiolus punctulatus Schrank
- Gladiolus pusillus Goldblatt
- Gladiolus quadrangularis (Burm. f.) Ker Gawler
- Gladiolus quadrangulus (Delaroche) Barnard
- Gladiolus ramosus
- Gladiolus recurvus (sect. Homoglossum)
- Gladiolus rehmannii Baker
- Gladiolus remotifolius Baker
- Gladiolus rigidifolius Baker
- Gladiolus robertsoniae F. Bolus or Bolus f.
- Gladiolus rogersii Baker
- Gladiolus roseovenosus Goldblatt & J.C. Manning
- Gladiolus rubellus Goldblatt
- Gladiolus rudis Lichtst. ex Roem. & Schult.
- Gladiolus rupicola F. Vaupel
- Gladiolus saccatus (Klatt) Goldblatt & M.P. de Vos
- Gladiolus salteri G. Lewis
- Gladiolus saundersii Hook. f. - Saunders' Gladiool
- Gladiolus schlechteri Baker
- Gladiolus schweinfurthii Baker
- Gladiolus scullyi Baker
- Gladiolus serapiiflorus Goldblatt
- Gladiolus serenjensis Goldblatt
- Gladiolus sericeovillosus Hook. f.
- Gladiolus serpenticola Goldblatt & J.C. Manning
- Gladiolus somalensis Goldblatt & Thulin
- Gladiolus speciosus Thunb.
- Gladiolus spectabilis Baker (s. d.)
- Gladiolus splendens ((Sweet)) Herbert
- Gladiolus stefaniae Oberm.
- Gladiolus stellatus G. Lewis
- Gladiolus subcaeruleus G. Lewis
- Gladiolus sufflavus (G. Lewis) Goldblatt & J.C. Manning
- Gladiolus sulcatus Goldblatt
- Gladiolus taubertianus Schltr.
- Gladiolus tenellus Ecklon
- Gladiolus tenuis M. Bieb. (sect. Gladiolus)
- Gladiolus teretifolius Goldblatt & De Vos
- Gladiolus thomsonii Baker
- Gladiolus trichonemifolius (sect. Homoglossum)
- Gladiolus tristis (sect. Homoglossum)
  - Gladiolus tristis Baker
- Gladiolus tritoniaeformis
- Gladiolus tritoniiformis Kuntze
- Gladiolus uitenhagensis Goldblatt & Vlok
- Gladiolus undulatus L. (sect. Blandus)
- Gladiolus unguiculatus Baker
- Gladiolus usambarensis Marais ex Goldblatt
- Gladiolus uysiae L. Bolus ex G. Lewis
- Gladiolus vaginatus F. Bolus of Bolus f. (sect. Homoglossum)
- Gladiolus validissimus Vaupel
- Gladiolus vandermerwei (L. Bolus) Goldblatt & De Vos
- Gladiolus varius F. Bolus of Bolus f.
- Gladiolus velutinus De Wild.
- Gladiolus venustus G. Lewis (sect. Hebea)
- Gladiolus vernus Oberm.
- Gladiolus vinoso-maculatus Kies
- Gladiolus violaceo-lineatus G. Lewis
- Gladiolus virescens Thunb. (sect. Hebea)
- Gladiolus viridiflorus G. Lewis
- Gladiolus viridis Aiton
- Gladiolus watermeyeri (sect. Hebea)
- Gladiolus watsonioides Baker
- Gladiolus watsonius Thunb. (sect. Homoglossum)
- Gladiolus woodii Baker
- Gladiolus zimbabweensis Goldblatt

... · 
Crocus (Krokus) · 
Dietes · 
Freesia · 
Gladiolus (Gladiool) · 
Gelasine ·
Iris (Lis) · 
Sisyrinchium · 
Moraea · 
Romulea · 
Tigridia · 
Witsenia · 
...